# 茶谷やすら
茶谷 やすら（ちゃたに やすら）は、日本の女性声優。主にアダルトゲームに声をあてている。

## 人物・エピソード
- 名前の由来は目の前に「やすらか」というお茶があったことから[1]。
- 本条真琴（うなっち・中の人）の古くからの盟友。（本条真琴の結婚式の友人代表挨拶も担当）まきいづみ、金田まひる、一色ヒカルと仲がよい[2] 。
- 一色ヒカルと仲が良いことで知られ、公式WEBサイトを合同で設置したり、二人でラジオのパーソナリティを務めるなどの活動を行っている。また『FOLKLORE JAM』『ままらぶ』『世界でいちばんNGな恋』といったHERMIT作品では皆勤で共演もしている。
- 愛称は「ちゃたーに」「ちゃーさん」。前者の愛称は『がっちゅみりみり放送局』などの繋がりがある児玉さとみによってつけられたものだという。最近では「ちゃーさん」がよく用いられる（自称することも多い）。
- 猫好き。嫌いなものはバナナ。
- 『金田まひる・倉田まりやのGalge.comラジオ』の第43回のゲスト出演の際に、今までに演じたキャラの人気投票が行われたが、『これから始まるラジオ(仮)』に出演する茶谷やすらがダントツ。本人が最も「萌え」との結果をたたき出した。
- 2009年10月までに二度富士山に登頂したことがある。

## 出演
太字はメインキャラクター。

### 一般向OVA
- トリック・オア・アリス（2016年、ジカン / タイム）

### アダルトアニメ
- 痴漢者トーマス 痴漢道 その一（2004年、早緑霞）
- カルタグラ 〜ツキ狂イノ病〜（2009年、乙羽[3]）

### PCゲーム

#### 2002年
- 四つ葉のクローバー-茜射す月夜に館照らされて-（霧島 皐月）

#### 2003年
- 痴漢者トーマス（早緑 霞）
- 果てしなく青い、この空の下で…メモリアル版（穂村 悠夏）
- FOLKLORE JAM（木乃内 ひなた）

#### 2004年
- 海道（木之下 純）
- お願いお星さま（喜多川 みなみ、願い星）
- 汚れた音色〜手折られた姉妹〜（里見 由梨）
- シール・プリンセス-お姫様は封印中!（アイリーン）
- シンシア 〜Sincerely to You〜（マリアヴェル・キュリオ）
- 先生だーいすき2（榛名 美桜）
- CHAIN TRAP-復讐の淫罠-（原田 真理）
- です★めた-半熟ヴァンパイア死亡YOU戯-（原田 ほのか）
- てこいれぷりんせす! 〜僕が見えないキミのため〜（デネブ）
- 友達以上恋人未満（四方山 むつき）
- 魔将の贄（ロクサーナ・カトゥーシャ）
- 魔法戦士スイートナイツ2 〜メッツァー叛乱〜（ココノ・アクア）
- ままらぶ（菊永 瑠璃）
- 六ツ星きらり（茜 空）
- 凌辱ゲリラ狩り2（アリシア・トレドス）
- 夕緋ノ向コウ側（天野 美朱）

#### 2005年
- 姉汁 〜白川三姉妹におまかせ〜（クリ）
- あやかしびと（藤原 那美子）
- エレベーターパニック 〜密室の淫行〜（澤登 由那）
- ONE☆BOKU -Faraway so close お姉ちゃんとボク-（小峰 千里）
- 傀儡女 催淫病棟24時（安藤 紅美）
- ガジェット（奥村 薫）
- 恋もも（堀部 千晶）
- サナララ（高槻 あゆみ）
- 確かにキミはココにいた（桝沢 玲子）
- でふこん☆わん（水龍寺 七海）
- ナイショのよりみち（桜川 みらい）
- 乳はSHOCK!!（星川 南）
- 盗んで my Heart（不動 目白）
- ぱいめが（日比野 梓鶴）
- 美少女妖怪調伏伝ぬばたま（ぶぶ「ぶんぶく茶釜」）
- フェチ3 裏の記憶（仁科 霞）
- 喪服妻 -許してアナタ…私、弱い未亡人です-（音無 南月）
- 優姉といっしょ（相川 雛、相川 緑）
- ゆのはな（伊東 みつ枝）
- ユメミルクスリ（ケットシー・ねこ子）

#### 2006年
- あまからツインズ〜双姉といっしょ〜（相川 雛、相川 縁）
- あると（鳳 瑞穂）
- 委員長は承認せず!（経・アダムスミス）
- おしかけスクランブル（南条 ちづる）
- おキツネSummer 〜夏合宿・女の子付き〜（佐藤 彗佳）
- キミの声がきこえる（日比谷 富音、日比谷 海）
- クラスメイトは痴女ばかり（貴多野 みう）
- CCホスピタル（黛 アリサ）
- Chanter. -キミの歌がとどいたら-（新堂 桜）
- SISTER SISTER（佐野 葉月）
- SilveryWhite 〜君と出逢った理由〜（家氏 一乃）
- Schoolぷろじぇくと（神代 雫）
- スピたん Spirits Expedition -in the Phantasmagoria-（ニムントール・G・ラスフォルト）
- 転娘!? -とにかくよく転ぶドジっ娘たち- （藍原 転）
- 東京封鎖 〜キミが隣にいた昨日〜（金田 未来）
- 虜姫（早乙女 さくら）
- 春萌 〜はるもい〜（帆村 淡雪）
- PRINCESS WALTZ（クロウ、新井 宏美、ポルン）
- HORIZONT（アーデルハイト・フォン・ファイツェル）
- よつのは（佐藤 幸恵、れん）
- 代々木人妻専門学院（池尻 すばる）

#### 2007年
- 青空がっこのせんせい君。（ねね ※Hシーンはなし）
- うつりぎ七恋天気あめ（天矢 深雨）
- 恋する乙女と守護の楯（桜庭 優）
- 人工少女3 （N型）
- 彗聖天使プリマヴェールZwei（メリッサ）
- 世界でいちばんNGな恋（本多 真鶴）
- つくしてあげるのに!（入江 綾子）
- つくとり（人問 綺子[4]）
- 年上Lesson 〜義母と叔母と女教師と〜（川原 祥子）
- ドラクリウス（桜）
- にーづまかぷりっちょ!（涼城 暖花、ぷっち）
- 虹色あるけミカン Magic of alchemy （屋上 ひかり）
- 任侠華乙女（三井森 千夏）[5]
- 8665^2 ハルルコのジジョウ（徒理弐 とろん）
- 魔法戦士シンフォニックナイツ～女神を継ぐ乙女たち～（セラフィ、ココノ・アクア）

#### 2008年
- 天ツ風 〜傀儡陣風帖〜（源 譲葉）
- ウィザーズクライマー（ソシエット）
- Coming×Humming!!（南殿 綾音）
- こんぼく麻雀 〜こんな麻雀があったら僕はロン!〜（忍足 貴子）
- セイクリッドグラウンド（ココノ・アクア、セラフィ、アン、ベレッタ）
- 月と魔法と太陽と（笹川 つづり）
- てとてトライオン!（瀬名 優）
- プリマ☆ステラ（日秀 巴）
- Princess Frontier（ヨーヨード）
- 毎日けだものっ! らぶえろ☆ももいろ☆すく〜るらいふ（朝倉 のどか）
- 魔法戦士レムティアナイツ（ココノ・アクア）
- Maple Colors 2（咲守 志乃）
- 要!エプロン着用（阿久津 清香） [6]
- 冷徹冷静しかしてXXX!!（御雷 珠）

#### 2009年
- ちゅぱしてあげる 〜スポーツクラブのおねえさん〜（相場 さくら）
- Flyable Heart（九条 くるり）
- 桜吹雪 〜千年の恋をしました〜（桜森 紅紗）
- 誰かのために出来ること〜Innocent Identity〜（神宮 未鈴）
- だめがね（妻鹿 藍子）
- だっこしてぎゅっ! 〜オレの嫁は抱き枕〜（灯）
- コミュ - 黒い竜と優しい王国 -（四宮 夜子）
- 花鳥風月 〜恋ニヲチタル花園ノ姫〜（桜森 紅紗）

#### 2010年
- かしましコミュニケーション（相原 晶子）
- エヴォリミット(ツナミ・カラニコフ)
- こんそめ! 〜combination somebody〜(汀 竜子)
- AngelRing 〜エンジェルリング〜（かみさま）
- カスタムレイド4（アリス）
- 桜花センゴク〜信長ちゃんの恋して野望!?〜 （明智 ガラシャちゃん）
- Sugar+Spice2（種子島 さな）
- なないろ航路（レベッカ・ヴァーサ）
- 空を仰ぎて雲たかく（ソーレル、ツーヤ）
- 普通じゃないッ!!（橘 しおり）[7]
- はれがく!（松ヶ根 綾）[8]

#### 2011年
- 愛しい対象の護り方（立花 ひより）
- Flyable CandyHeart（九条 くるり）
- ひなたテラス 〜We don't abandon you.〜（山中 文香）
- 太陽のプロミア（太陽神プロミア）[9]
- ぶら ぶら（長澤 アリス）[10]
- 恋祭☆綺想カメリアノート（香月 涼花）
- 朧小町（舞原美那）
- シキガミ（蘇我入鹿）
- 時を奏でる円舞曲（ツーヤ）
- Mてぃーちゃー 彼女♂の悩み多き教育事情（宮田 靖葉）[11]
- 妄想ぷろとこる!（月夜狐）[12]
- 世界でいちばんNGな恋 ふるはうす（本田 真鶴） [13]

#### 2012年
- BUNNYBLACK 2（ウルティニア）[14]
- それゆけ!ぶるにゃんマン HARDCORE!!!（すくにゃんマン）[15]
- 太陽のプロミア Flowering Days（プロミア）[16]
- プリズマティックプリンセス☆ユニゾンスターズ（九条 くるり）[17]
- トリック・オア・アリス（タイム）[18]
- 門を守るお仕事（ツクリ）[19]
- この大空に、翼をひろげて（ハット）
- サナララR（高槻 あゆみ）[20]
- Chaos Labyrinth -ケイオスラビリンス-（ベルセルク(シャノン)[21]、アラクネ(エステラ)[22]）

#### 2013年
- この大空に、翼をひろげて FLIGHT DIARY（ハット）[23]
- ゆめいろアルエット!（香山 幸）[24]
- BUNNYBLACK 3[25]
- ひめごとユニオン 〜We are in the springtime of life!〜（東橋 飛鳥）[26]
- むすメイク（ステラ）[27]

#### 2014年
- それゆけ!ぶるにゃんマン えくすたしー!!!（すくにゃんマン）[28]
- この大空に、翼をひろげて snow presents（ハット）[29]

### コンシューマーゲーム
- Chanter〜キミの歌がとどいたら＃〜（2007年、新堂 桜[30]）
- てとてトライオン! TROPICAL（瀬名 優[31]）
- 空を仰ぎて雲たかく Portable（ツーヤ[32]）
- この大空に、翼をひろげて CRUISE SIGN（ハット[33]）

### ドラマCD
- ドラマCD 巨乳家族（四谷 チカ）
- 茶谷やすらのやすらか落語
- まきと茶谷のえんえんえんしゅーりちゅ!

## インターネットラジオ
- 一色・茶谷のぐだぐだ de night！
- ハチミツ期間限定webラジオ
- これから始まるラジオ（仮）
- プチらじ（2005年12月12日 - 2006年6月26日）
- 茶谷やすらのお花見ダー(金田まひる・倉田まりやのGalge.comラジオのエイプリルフール企画)